# Tympanoptera brevixipha
Tympanoptera brevixipha är en insektsart som beskrevs av Max Beier 1954. Tympanoptera brevixipha ingår i släktet Tympanoptera och familjen vårtbitare. Inga underarter finns listade i Catalogue of Life.